# Liste des gouverneurs du Bandundu
Liste des gouverneurs du Bandundu en république démocratique du Congo : 
- Henri-Désiré Takizala 25 avril 1966 -  3 janvier 1967
- François Luakabwanga 3 janvier 1967 - ?
- Konde Vila kikanda   ? - janvier 1985
- Sambia Gere Danu janvier 1985 - 1986
- Pambia   ? - ?
- Marc Katshunga 1997 - 26 novembre 2001
- Kidinda Shandungo 26 novembre 2001 - 2003
- Oscar Bala octobre 2003
- Sabin Sadiboko 26 mai 2004 - 10 décembre 2005
- Guy Kunza 10 décembre 2005 - 13 janvier 2006[1]
- Gérard Gifuza 13 janvier 2006 - 16 octobre 2006
- Édouard Wenzi Wakoyula 16 octobre 2006 - 27 janvier 2007
- Richard Ndambu Wolang 27 janvier 2007